# Coliseo (Jovellanos)
Coliseo es una localidad cubana del municipio de Jovellanos, en la provincia de Matanzas.

## Historia
Hacia comienzos de la década de 1860 el caserío tenía contabilizada una población de 40 habitantes. Aparece descrito en el segundo tomo del Diccionario geográfico, estadístico, histórico, de la isla de Cuba de Jacobo de la Pezuela de la siguiente manera:

Coliseo. (caserio del) Pequeño caserío que cuenta poco mas de veinte años de existencia en el Part.º de Guacamaro, J. de Matanzas. Se compone de 10 casas y 40 habitantes. Está situado en la línea divisoria entre Matanzas y Cárdenas, en terreno algo quebrado, y al estremo del ferro-carril de su nombre. La estacion del ferro-carril dista 23 y 1/2 millas inglesas al E. S. E. de Matanzas, 16 de la Guanábana y 4 y 3/4 de la estacion del Sumidero. Tiene dicha estacion fondas con mesas dispuestas á la llegada de cada tren, así como caballos y carruages de alquier para los puntos inmediatos. Hay una administracion de correos de 3.ª clase con un administrador dotado con 300 ps. fs. anuales y 50 para gastos de material y escritorio. A pocos pasos de la poblacion hay un cuartel para destacamento de caballería. Está este caserio al N. E. de Lagunillas, al O. N. O. del Limonar y al S. de los baños de San Miguel.
(Pezuela, 1863, p. 17)

Coliseo, que perteneció a Guacamaro, en 1919 tenía 1143 habitantes, en 1931 1084 habitantes y en 1943 1433 habitantes. Terminó pasando a formar parte del municipio de Jovellanos.